# Priorij Onze-Lieve-Vrouw-ten-Hove

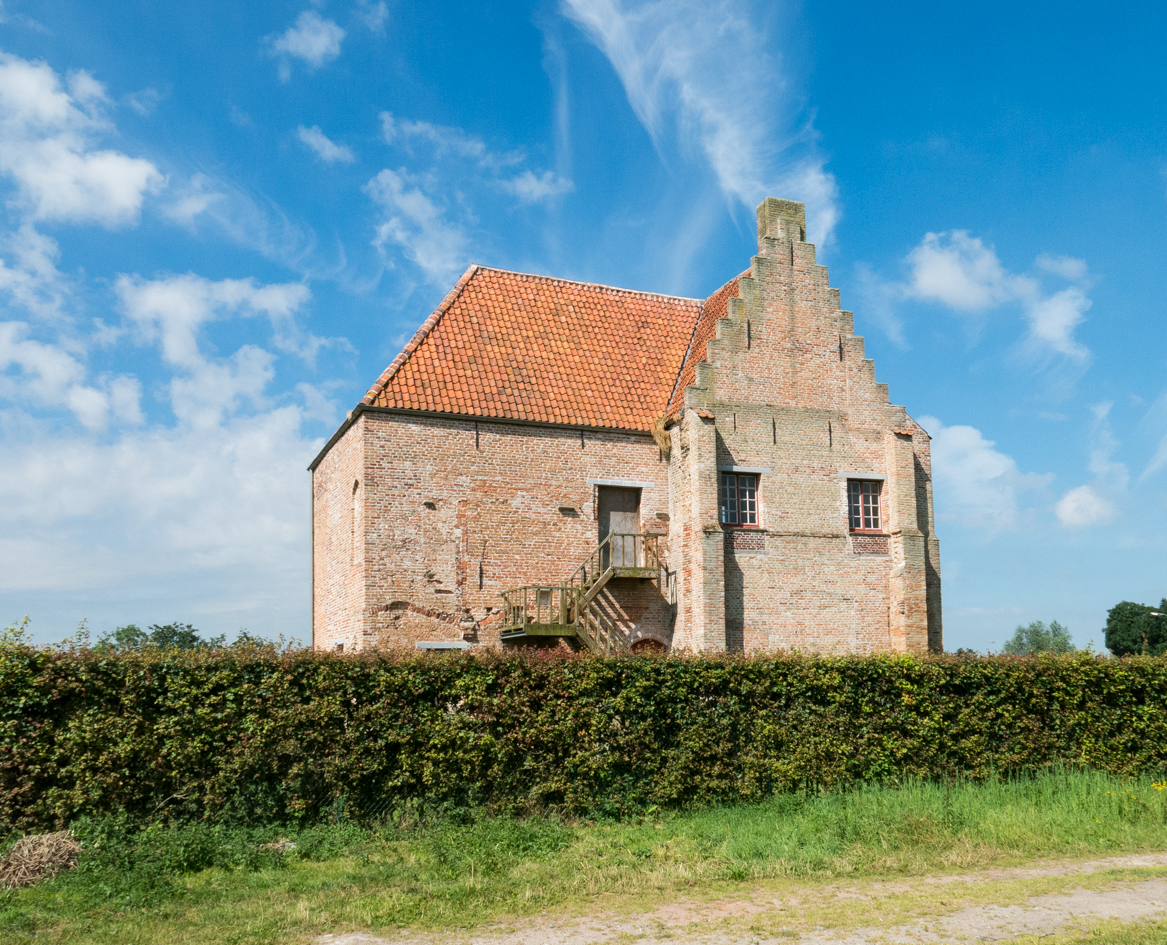
Priorshuis

De Priorij Onze-Lieve-Vrouw-ten-Hove (ook bekend als: Rattenkasteel) is een voormalige priorij in het tot de Oost-Vlaamse gemeente Lievegem behorende dorp Waarschoot, gelegen nabij Kapellestraat 53.

## Geschiedenis
In 1444 werd de priorij gesticht door Simoen Utenhove, een Gentse patriciër. Zeven broeders van het Gemene Leven uit Warmond kwamen in dit klooster wonen. In 1449 werden dezen opgenomen in de Orde der Cisterciënzers en ook Simoen trad toen toe als lekebroeder. In 1499 werd de priorij vernield door Franse troepen en daarna herbouwd, waarbij grachten, heggen en een poortgebouw voor meer veiligheid zorgden.
Eind 15e eeuw werd een Latijnse school opgericht. Vanaf 1513 werd de herbouw voortgezet, maar van 1578-1581 volgde vernieling door de Calvinisten. De priorij werd daarna afhankelijk van de Abdij van Boudelo. De herbouw ging moeilijk en in 1649 verhuisde men naar de Gentse wijk Ekkergem. Het klooster te Waarschoot werd gesloopt maar het priorshuis werd hersteld en diende als centrum voor de uitbating van de bezittingen van de priorij in de omgeving.
In 1796 werd het klooster door de Fransen opgeheven en de bezittingen werden in 1797 openbaar verkocht.

## Gebouw
Het priorshuis was in 1992 nog in vervallen staat, maar werd in 1995 beschermd en vervolgens door de gemeente gerestaureerd. In 2014 werd het gebouw door de gemeente weer verkocht. De kern van dit bakstenen huis is 15e-eeuws, maar in de 16e t/m de 18e eeuw werd er veel aan hersteld en gewijzigd.

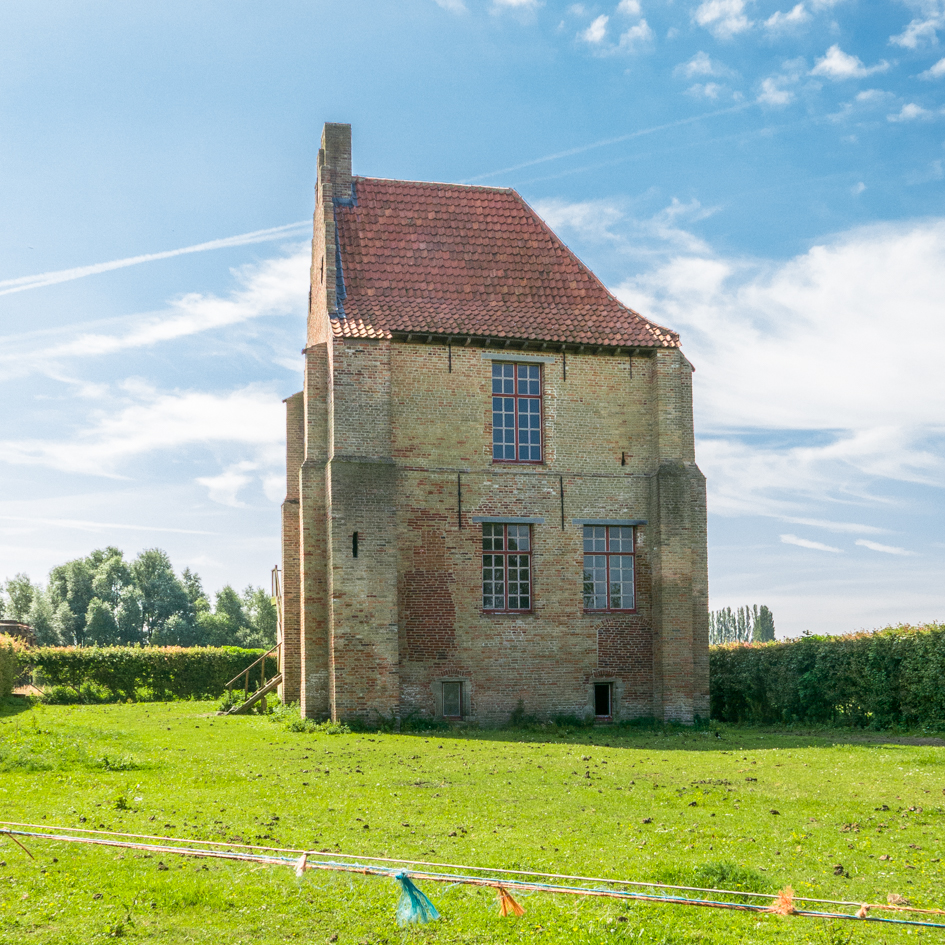
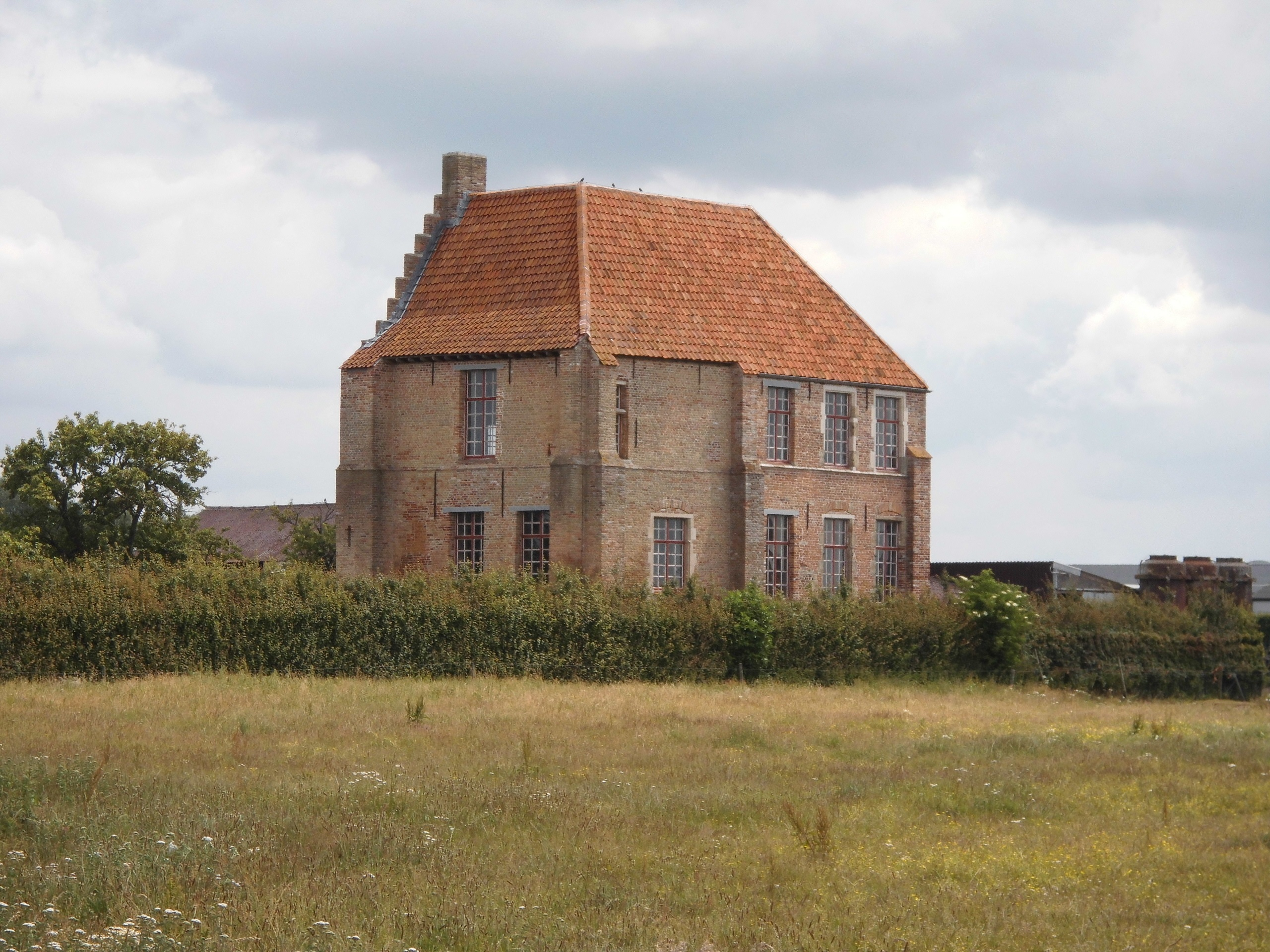